# Dorcadion rosti
Dorcadion rosti är en skalbaggsart som beskrevs av Maurice Pic 1900. Dorcadion rosti ingår i släktet Dorcadion och familjen långhorningar. Inga underarter finns listade i Catalogue of Life.